# Mauro Nespoli
Mauro Nespoli (* 22. listopadu 1987 Voghera) je italský lukostřelec. Připravuje se v týmu Centro Sportivo Aeronautica Militare.
Byl členem italského družstva, které získalo na Letních olympijských hrách 2008 stříbrnou medaili a na olympiádě 2012 zlatou medaili. Na LOH 2016 s italským týmem skončil ve čtvrtfinále. V soutěži jednotlivců vypadl v letech 2008 a 2012 v prvním kole a v roce 2016 ve čtvrtfinále.
Na Evropských hrách 2015 vyhrál s Natalií Valejevovou soutěž smíšených dvojic. Na Evropských hrách 2019 prvenství obhájil ve dvojici s Lucillou Boariovou a v soutěži mužských týmů získal bronzovou medaili. Byl vyhlášen nejlepším účastníkem Evropských her 2019.
Na mistrovství Evropy v lukostřelbě vyhrál v roce 2005 soutěž jednotlivců a v roce 2008 soutěž družstev. V roce 2007 vyhrál Světový pohár v lukostřelbě a v roce 2013 skončil s italským týmem třetí na Středomořských hrách. Je mistrem světa v soutěži družstev z roku 2017.